# Gustav von Leon
Gustav von Leon, bis 1876: Gustav Leon, (* 26. Mai 1839 in Wien; † 16. Februar 1898 ebenda) war ein österreichischer Kaufmann und Reichsratsabgeordneter.

## Leben
Gustav Leon wurde am 26. Mai 1839 als Sohn des k. k. priv. Großhändlers Jaques Leon, der aus einer der ältesten jüdischen Familien Wiens stammte, in der Stadt Wien im damaligen Kaisertum Österreich geboren. Gustav war der erstgeborene Sohn von Jaques Leon; ihm folgten August Leon (1841–1919), ein späterer Gerichtsadvokat, und Julius Léon von Wernburg (1842–1927), ein späterer Textilindustrieller. Nach der Absolvierung des Schottengymnasiums trat er zunächst in die seit 1811 bestehende und im Jahre 1818 durch seinen Vorfahr August Leon für die Familie erworbene Wiener Ölraffinerie ein. In weiterer Folge gründete er aber bereits 1859 ein mit einer Bank verbundenes Großhandelshaus, das jedoch schon 1869 in den Besitz der Österreichischen Volksbank überging. Daraufhin widmete sich Leon nur mehr öffentlichen Aufgaben und wandte sich erst wieder im Jahre 1886 mit dem Erwerb der Fabrik R. Ph. Waagner dem aktiven Geschäftsleben zu. Die ursprünglich nur aus einer Eisengießerei und einer Konstruktionswerkstätte bestehende Firma erfuhr durch den unter Leon aufgenommenen Brückenbau einen entscheidenden und zukunftsweisenden Weg. Ab dem Jahre 1874 war Leon Mitglied der Niederösterreichischen Handels- und Gewerbekammer, wobei er hier vor allem mit den Steuer-, Gebühren-, Kredit- und Bankfragen betraut war. Zwei Jahre später wurde er in den Österreichischen Adelsstand gehoben und trug fortan den Namen Gustav von Leon bzw. Gustav Ritter von Leon. 1885 trat er als parteiloser Abgeordneter in den österreichischen Reichsrat ein, wo er die Einführung einer Börsensteuer anregte. Nach darauffolgenden Angriffen legte er bereits im Jahre 1889 sein Mandat nieder und trat zudem aus der Handels- und Gewerbekammer Niederösterreichs aus.

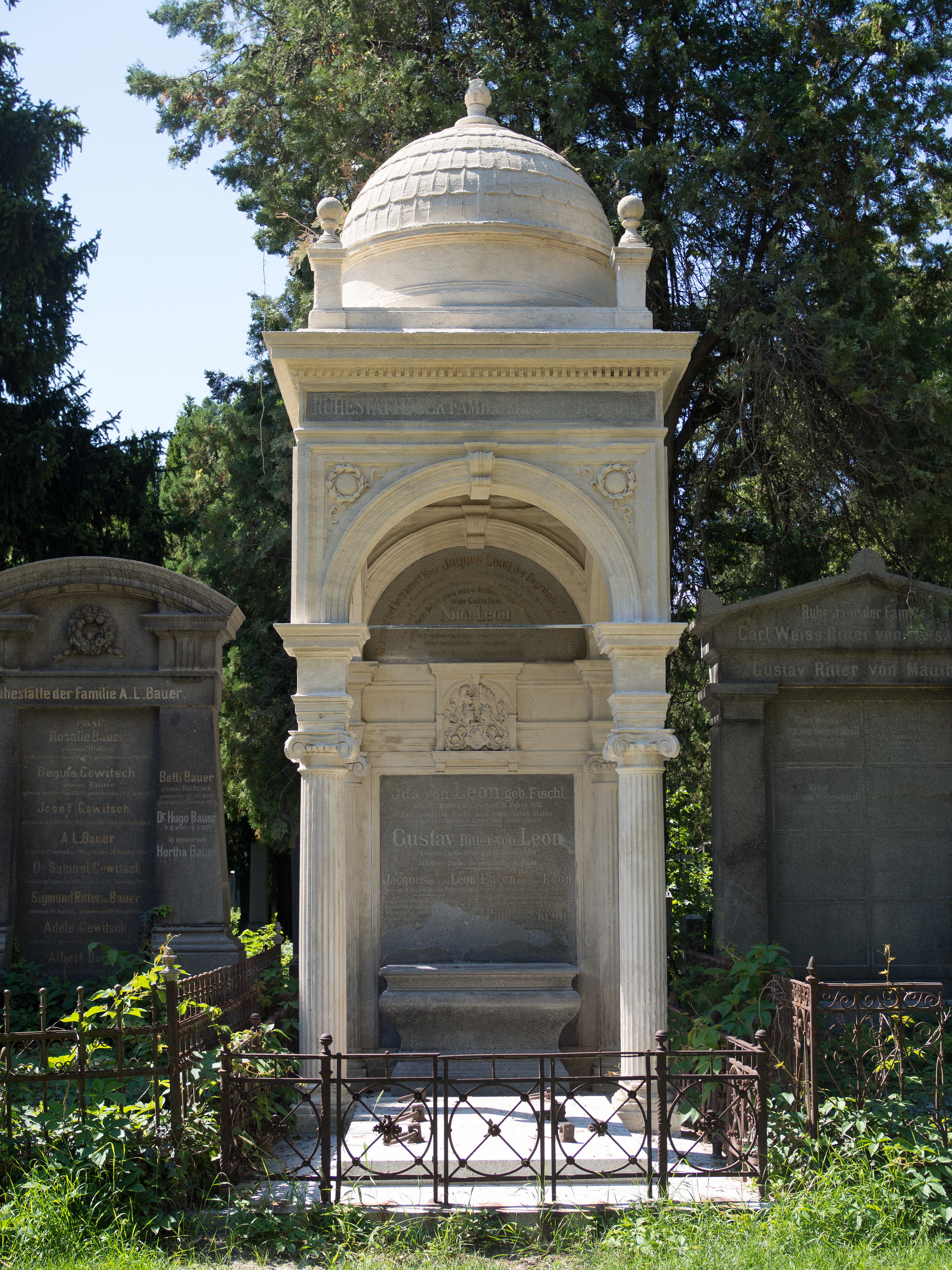
Grab von Gustav von Leon und seiner Familie auf dem Wiener Zentralfriedhof

Nachdem er 1876 in den Adel gehoben wurde, wurde er im Jahre 1880 zum Kommerzialrat ernannt. Am 16. Februar 1898 verstarb Gustav von Leon 58-jährig in dem nach Planung von Heinrich von Ferstel zwischen 1870 und 1873 erbauten und heute denkmalgeschützten Palais Léon am Schottenring 17 in Wien. Er wurde in der Familiengruft im alten israelitischen Teil des Wiener Zentralfriedhofes beerdigt. Nach seinem Tod wandelten die Söhne Jacques († 20. September 1904), Eugen († 8. Oktober 1904) und Paul († 18. Jänner 1905) die Firma R. Ph. Waagner unter Beteiligung der Österreichischen Länderbank im Jahre 1899 in eine Aktiengesellschaft um. Paul Leon, einer der geschäftsführenden Verwaltungsräte dieser Aktiengesellschaft, war zudem ab 1903 Mitglied des Verwaltungsrates der Papierfabriks- und Verlagsgesellschaft „Elbemühl“ und des Industrierates und war ein Kommerzial- und Handelskammerrat. Weiters machte sich Paul Leon um humanitäre Belange, dabei vor allem um die Wiener Freiwillige Rettungsgesellschaft, verdient. Das Großhandelshaus wurde nach seinem Tod durch den Sohn Jaques weitergeführt und nach dessen Tod durch seine Söhne weitergeführt. Der Name Jacques Leon Söhne ist ein bis heute bekannter Begriff.